# (15742) Laurabassi
(15742) Laurabassi est un astéroïde de la ceinture principale.

## Description
(15742) Laurabassi est un astéroïde de la ceinture principale. Il fut découvert le 6 juin 1991 à La Silla par Eric Walter Elst. Il présente une orbite caractérisée par un demi-grand axe de 2,69 UA, une excentricité de 0,03 et une inclinaison de 14,2° par rapport à l'écliptique.